# پاتریسیا بیکو
پاتریسیا بیکو (اسپانیایی: Patricia Vico‎؛ ‏ زاده ۲۷ اوت ۱۹۷۲) بازیگر اهل اسپانیا است.
از فیلم‌ها یا برنامه‌های تلویزیونی که وی در آن نقش داشته‌است می‌توان به حمله به بانک مرکزی، ببخشید اگر عشق صدایت می‌زنم، بیمارستان مرکزی، دزدی از دزد، آزادی‌خواهان، دوستت دارم، احمق، اخطار و تا بلندای آسمان اشاره کرد.